# Сибірське сільське поселення
Сибі́рське сільське поселення (рос. Сибирское сельское поселение) — сільське поселення у складі Ханти-Мансійського району Ханти-Мансійського автономного округу Тюменської області Росії.
Адміністративний центр — селище Сибірський.
Населення сільського поселення становить 1939 осіб (2017; 1757 у 2010, 1153 у 2002).

## Склад
До складу сільського поселення входять:
| Населений пункт    | Населення, осіб (2002) | Населення, осіб (2010) |
| ------------------ | ---------------------- | ---------------------- |
| Батово, село       | 368                    | 607                    |
| Реполово, село     | 198                    | 405                    |
| Сибірський, селище | 587                    | 745                    |